# Vydrýsek
Vydrýsek je český hraný televizní seriál natočený v roce 2002 poprvé vysílaný v rámci večerníčku v lednu roku 2003.
Seriál spadá do volné série přírodovědných příběhů, které pro Českou televizi vymyslel a zrealizoval Václav Chaloupek. V tomto seriálu na scénáři spolupracovala Jana Flašková. Každá série se věnovala jinému živočišnému druhu.
Natáčení obstarala skupina kameramanů pod vedením Jiřího Bálka, dalšími byli František Čech, Oldřich Mikulica, Aleš Toman a Radek Všetečka. Hudbu zkomponoval a píseň složil Jaroslav Samson Lenk, seriál namluvil Viktor Preiss. Bylo natočeno 13 epizod, v širokém rozpětí od cca 7 do 10 minut.

## Synopse
Hlavním hrdinou je malá vydra říční pocházející ze Stanice Pavlov, pojmenovaná jako Vydrýsek. V seriálovém příběhu divák prožije s Vydrýskem jeho první rok života a stane se svědkem různých událostí.

## Seznam dílů
1. O vydřím setkání
2. O neposlušném synkovi
3. O děravé kleci
4. O cizí řece
5. O ježatém neplavci
6. O výřím nebezpečí
7. O návštěvě na dvoře
8. O králi ptactva
9. O setkání s čuňaty
10. O blátivých stopách
11. O opravdovém nebezpečí
12. O šumavském bloudění
13. O příchodu zimy

## Další tvůrci
- Hudební režie: Václav Fiala, Jiří Lenk
- Zpěv: Jaroslav Samson Lenk